# Puchar Francji w piłce nożnej (1997/1998)
Puchar Francji w piłce nożnej mężczyzn 1997/1998 – 81. edycja rozgrywek, mających na celu wyłonienie zdobywcy piłkarskiego Pucharu Francji, zorganizowana przez Francuski Związek Piłki Nożnej (FFF) w sezonie 1997/98. Przystąpiło do niej 6106 drużyn klubowych. Zwycięzcą został Paris Saint-Germain.

## 1/8 finału
| Gospodarze              | Wynik         | Goście                   |          |
| AS Monaco (D1)          | 2 - 0 (dogr.) | Olympique Marsylia (D1)  |          |
| AS Cannes (D1)          | 0 - 2 (dogr.) | FC Mulhouse (D2)         |          |
| EA Guingamp (D1)        | 1 - 1         | Sporting Toulon Var (D2) | 5-4 kar. |
| FC Istres (Nat.)        | 0 - 1 (dogr.) | Olympique Lyonnais (D1)  |          |
| Pau FC (CFA)            | 0 - 1 (dogr.) | Paris Saint-Germain (D1) |          |
| FC Bourg-Péronnas (CFA) | 2 - 0         | FC Metz (D1)             |          |
| UFC Argentan (CFA2)     | 1 - 3         | RC Lens (D1)             |          |
| FC Sochaux (D2)         | 2 - 2         | SM Caen (D2)             | 5-6 kar. |

## Ćwierćfinały
| Gospodarze               | Wynik | Goście                  |  |
| EA Guingamp (D1)         | 1 - 0 | FC Mulhouse (D2)        |  |
| Paris Saint-Germain (D1) | 1 - 0 | AS Monaco (D1)          |  |
| SM Caen (D2)             | 1 - 2 | RC Lens (D1)            |  |
| FC Bourg-Péronnas (CFA)  | 0 - 1 | Olympique Lyonnais (D1) |  |

## Półfinały
- RC Lens - Olympique Lyonnais 2-0
- Paris Saint-Germain - EA Guingamp 1-0

## Finał
- Paris Saint-Germain - RC Lens 2-1

## Król strzelców
- Sylvain Wiltord (4 gole)